# Václav Mencl (historik architektury)
Václav Mencl, křtěný Václav Vojtěch (16. ledna 1905, Plzeň – 27. července 1978, Sušice) byl český historik architektury, ředitel Státního památkového ústavu, vysokoškolský pedagog Filozofické fakulty Univerzity Komenského v Bratislavě, Filozofické fakulty Univerzity Karlovy , FAMU, DAMU. Manžel Dobroslavy Menclové.

## Život
Vystudoval ČVUT u prof. Antonína Engela. Navštěvoval zde přednášky dějin umění prof. Zdeňka Wirtha. Wirth se s Menclem spřátelil a ovlivnil jeho profesní zaměření směrem k historii architektury. Mencl byl rovněž posluchačem dějin umění na Filozofické fakultě Karlově, kde přednášeli Vojtěch Birnbaum a Josef Cibulka. Už jako student byl aktivním členem Klubu Za starou Prahu.
Po absolvování studia se od roku 1925 na žádost Zdeňka Wirtha zabýval spolu s docentem Vídeňské univerzity W. R. Zalozieckým studiem dřevěných kostelů na východě Slovenska a na Ukrajině.
Roku 1930 přijal zaměstnání ve Štátnom referátu pre ochranu pamiatok v Bratislavě, kde působil do roku 1939. Dne 6. dubna 1930 se oženil v Břevnově s Dobroslavou Vavrouškovou. Na Slovensko odešel se svou manželkou, která s ním spolupracovala na řadě vědeckých výzkumů.
Ve spolupráci s Vladimírem Wagnerem projektoval restaurátorské práce a položil základy památkové péče na Slovensku. Na bratislavské technice obhájil doktorát na téma Středověká města Slovenska a roku 1938 se habilitoval a přednášel dějiny umění na Filozofické fakultě Univerzity Komenského v Bratislavě.
Během války byl zaměstnán na Ministerstvu školství a souběžně přednášel v Semináři dějin umění Antonína Matějčka.
Od roku 1945 přednášel dějiny umění na Filozofické fakultě UK, ale po ostré kritice jeho knihy o architektuře doby Lucemburků (1948) musel odejít z Prahy a později i z UK v Bratislavě (1953). Věnoval se terénním výzkumům, ale na deset let ztratil možnost přednášet studentům. Do Prahy se vrátil roku 1958 a působil na FAMU (zobrazování architektury ve filmu) a spolu s F. Trösterem na DAMU (vytváření scénického prostoru). Od roku 1958 byl pracovníkem a později ředitelem Státního ústavu památkové péče a ochrany přírody (SÚPPOP) a redaktorem časopisu Zprávy památkové péče.
Václav Mencl zemřel 28. července 1978 při dopravní nehodě mezi Nemilkovem a Sušicí.

### Vyznamenání
Pamiatkový úrad Slovenskej republiky udělil dne 2015-04-25 Václavu Menclovi "cenu Pamiatkového úradu SR za celoživotné dielo a mimoriadny prínos v oblasti ochrany pamiatkového fondu Slovenskej republiky – Cena Alžbety Güntherovej-Mayerovej 2015" in memoriam, a to při příležitosti Mezinárodního dne památek a historických sídel 2015.

## Dílo
Své první práce, ve kterých se zabýval typologií dřevěné karpatské architektury a analýzou podílu byzantských a západoevropských gotických prvků, publikoval v letech 1927-29 v Národopisném věstníku československém. Zároveň se věnoval dřevěným kostelům v Čechách
V následujících letech prováděl terénní výzkumy slovenských měst založených ve středověku spolu s K. Šourkem a fotografy Františkem Illkem a Alexandrem Paulem. Věnoval se systematicky slovenské středověké architektuře, ale vyšel pouze první díl jeho souborné práce o románské architektuře (1937). Vydání druhého dílu o architektuře gotické znemožnila válka a vznik Slovenského štátu.
Spolu s Janem Eisnerem prováděl výzkum římských stanic na Děvíně, ve Stupavě a Komárně a po válce o nich přednášel na FF UK (1945).
Spolu se svou ženou připravil roku 1946 v letohrádku Belveder výstavu Pražský hrad ve středověku, která podala názorný výklad jeho stavebního vývoje. Menclovo zpracování historie Pražského hradu, obsahující půdorysy, plány a rekonstrukce stavebních fází pak vyšlo až roku 1978 v souborné publikaci Pozdně gotické umění v Čechách. V roce 1947 měl možnost poznat jihofrancouzskou gotiku v Provence (ve vztahu k prvnímu staviteli svatovítské katedrály Matyášovi z Arrasu, který předtím působil v Avignonu) a po kongresu v Budapešti (1965) a pracovní cestě jižní a západní Evropou roku 1969 pak publikoval srovnávací studie o gotické architektuře
Jako ředitel Státního ústavu památkové péče a ochrany přírody připravoval program zřízení městských památkových rezervací a skanzenů lidové architektury. Spolupracoval s ateliéry architektů, které později daly základ Státnímu ústavu pro rekonstrukci památkových měst a objektů (SÚRPMO). Studiem městských středověkých domů se zabýval už od 40. let 20. století.
Detailně se zabýval vývojem některých stavebních prvků, jako byly středověké hlavice podpírající klenby, klenební žebra, portály, okna i samotným vývojem umělecké klenby od Petra Parléře a Benedikta Rejta až po klenby českého vrcholného baroka.
V roce 1973 se spolu s Jaroslavem Fričem a jím založeným týmem SCARS zúčastnil cesty do Íránu a Malé Asie, kde si ozřejmil podíl východních vlivů a císařského Říma na raně křesťanskou architekturu. Jeho poslední studie se týkala tektoniky prostoru a kupolových kleneb v byzantské architektuře.
Posmrtně byla vydána jeho práce o lidové architektuře Československa a v roce 2021 pak také kniha Renesanční a barokní zámek v českých zemích. Rukopis souborného díla Vývoj světové architektury, který dokončil roku 1977, dosud nebyl vydán tiskem.